# Historia de la primacía papal
Las doctrinas del primado petrino y del primado papal son quizás las más disputadas en la historia del cristianismo. Los teólogos consideran que la doctrina de la primacía papal se ha desarrollado gradualmente en el Occidente debido a la convergencia de una serie de factores, por ejemplo la dignidad de Roma como única sede apostólica en Occidente; la tradición de que tanto Pedro como Pablo habían sido martirizados allí; la La larga historia de Roma como capital del Imperio Romano; y su continua posición como principal centro de comercio y comunicación.

## Antecedentes
En la teología católica romana, la doctrina de la sucesión apostólica afirma que Cristo otorgó la plena autoridad sacramental de la iglesia a los doce apóstoles en el sacramento del orden sagrado, convirtiéndolos en los primeros obispos. Al conferir la plenitud del sacramento del Orden a los apóstoles, se les dio la autoridad para conferir el sacramento del Orden a otros, consagrando así a más obispos en un linaje directo que puede remontarse a los Doce Apóstoles y al propio Cristo. Esta sucesión directa de obispos desde los apóstoles hasta los obispos actuales se denomina sucesión apostólica. La Iglesia Católica Romana también sostiene que dentro del Colegio de los Apóstoles, Peter fue elegido para el papel único de liderazgo y para servir como fuente de unidad entre los apóstoles, un papel entre los obispos y dentro de la iglesia heredado por el papa como sucesor de Pedro en la actualidad.[cita requerida]

### Primacía del apóstol Pedro
Según numerosos registros de los primeros Padres de la Iglesia, Pedro estuvo presente en Roma, fue martirizado allí y fue el primer obispo de Roma. El dogma y las tradiciones de la Iglesia Católica sostienen que fue obispo de Roma durante 25 años hasta el año 67 d. C., cuando fue mártir por Nerón (más información: Gran incendio de Roma). La posición oficial católica, como señala Eamon Duffy en su libro Saints and Sinners: A History of the Popes, es que Jesús había designado esencialmente a Pedro como primer papa, aunque el título respetuoso de "papa" (que significa, "padre") se desarrolló en un momento posterior. La evidencia del Nuevo Testamento se resume brevemente:

La doctrina católica romana sostiene que la primacía universal del obispo de Roma fue instituida divinamente por Jesucristo. Esto se deriva de los textos petrinos, y de los relatos evangélicos de Mateo (16:17-19), Lucas (22:32)y Juan (21:15-17), según la tradición romana, todos ellos se refieren no sólo al Pedro histórico, sino a sus sucesores hasta el final de los tiempos.  En la actualidad, los estudiosos de las Escrituras de todas las tradiciones coinciden en que podemos discernir en el Nuevo Testamento una tradición primitiva que atribuye a Pedro una posición especial entre los doce apóstoles de Cristo. La Iglesia construyó su identidad sobre ellos como testigos, y la responsabilidad del liderazgo pastoral no se limitó a Pedro[11]. En Mateo 16:19, a Pedro se le encarga explícitamente "atar y desatar"; más tarde, en Mateo 18:18, Cristo promete directamente a todos los discípulos que harán lo mismo. Del mismo modo, el fundamento sobre el que se construye la Iglesia se relaciona con Pedro en Mateo 16:16, y con todo el cuerpo apostólico en otras partes del Nuevo Testamento. (cf. Ef. 2:10).
Rev. Emmanuel Clapsis

El Nuevo Testamento no contiene un registro explícito de la transmisión del liderazgo de Pedro, ni está muy clara la transmisión de la autoridad apostólica en general. Como resultado, los textos petrinos del Nuevo Testamento han sido objeto de diferentes interpretaciones desde la época de los Padres de la Iglesia.[cita requerida]
Al menos a finales del siglo II, se refleja la creencia de que Jesús concedió a Pedro la jurisdicción sobre la Iglesia, cuando Clemente de Alejandría escribió: "¿Quién es el Rico que se salva? El bendito Pedro, el elegido, el preeminente, el primero de los discípulos, por el que sólo y Él mismo pagó tributo, [que] rápidamente se apoderó y comprendió el dicho" (Ch. 21), refiriéndose al Mk 10:28. Tertuliano, al examinar las enseñanzas de las Escrituras, los precedentes legales y el dogma que rodea a la monogamia y el matrimonio (post AD 213), dice de Pedro: "Monógamo me lleva a presumirlo por consideración a la Iglesia, que, construida sobre él..." ("Sobre la monogamia", cap. 8): su certeza de que la Iglesia está construida especialmente sobre Pedro es tal que simplemente se refiere a ella en el contexto de otra discusión. En un texto ligeramente posterior (220 d. C.) "Sobre la modestia", Tertuliano escribe extensamente sobre el significado del Mateo 16:18-19, "Sobre esta piedra edificaré mi Iglesia", y similares, enfatizando el derecho singular, no plural, y condenando "cambiar totalmente la intención manifiesta del Señor, confiriendo (como esa intención) este (don) personalmente a Pedro" (Cap. 21). Orígenes (c. 232 d. C.) escribió también de "Pedro, sobre el que está edificada la Iglesia de Cristo" (Jurgens §479a).

### Sucesión apostólica
Ireneo compiló una lista de sucesión de los obispos de Roma, incluyendo los sucesores inmediatos de Pedro y Pablo: Lino, Cleto, Clemente, Evaristo, Alejandro, y Sixto. La Iglesia católica considera actualmente a estos los sucesores de Pedro, a quien consideran el primer papa, y a través del cual los siguientes papas reclamarían su autoridad.
La evolución de la tradición anterior estableció tanto a Pedro como a Pablo como los antepasados de los obispos de Roma, de quienes recibieron su posición de pastor principal (Pedro) y de autoridad suprema en materia de doctrina (Pablo). Para establecer su primacía entre las iglesias de la mitad occidental del imperio, los obispos de Roma se basaron en una carta escrita en el año 416 por Inocencio I al obispo de Gubbio, para mostrar cómo se había establecido la subordinación a Roma. Dado que Pedro fue el único apóstol (no se menciona a Pablo) que trabajó en Occidente, las únicas personas que establecieron iglesias en Italia, España, Galia, Sicilia, África y las islas occidentales fueron obispos nombrados por Pedro o sus sucesores. Siendo este el caso entonces, todas las congregaciones tenían que acatar las regulaciones establecidas en Roma).

## Período ante-niceno
Francis A. Sullivan expresó su acuerdo con el consenso de los eruditos de que la evidencia disponible indica que la iglesia de Roma fue dirigida por un colegio de presbíteros, en lugar de un solo obispo, durante al menos varias décadas del siglo II. Una jerarquía eclesiástica parece haberse desarrollado a finales del siglo I y principios del siglo II. Robert Williams dice que el "origen y el desarrollo más temprano del episcopado y el monepiscopado y el concepto eclesiástico de la sucesión (apostólica) se asociaron con situaciones de crisis en la iglesia primitiva."
Este desarrollo fue una respuesta al problema de la unidad de la iglesia. Así, la solución a la división surgida de la enseñanza heterodoxa fue el desarrollo de estructuras más estandarizadas de ministerio. Una de estas estructuras es la forma tripartita de liderazgo eclesiástico que consiste en episkopoi (supervisores); presbíterosoi (ancianos), como era el caso de las comunidades judías; y diakonoi (servidores ministeriales). Los presbíteros eran ordenados y asistían al obispo; a medida que el cristianismo se extendía, especialmente en las zonas rurales, los presbíteros ejercían más responsabilidades y tomaban forma distintiva como sacerdotes. Los diáconos también realizaban ciertas tareas, como atender a los pobres y a los enfermos. La Didaché, que data del año 70 al 140 d. C., afirma "Nombrad, pues, obispos y diáconos dignos del Señor".
Ignacio de Antioquía instó a las iglesias a adoptar esta estructura y enfatiza la unidad, la obediencia y la relación jerárquica entre los fieles y entre el obispo y Dios. En el siglo II, esta estructura fue apoyada por la enseñanza sobre la sucesión apostólica, donde un obispo se convierte en el sucesor espiritual del obispo anterior en una línea que se remonta a los propios apóstoles.[cita requerida] En el transcurso del siglo II, esta estructura organizativa se hizo universal y sigue utilizándose en las iglesias católica, ortodoxa y anglicana, así como en algunas denominaciones protestantes.
Otros elementos de la relación jerárquica son mencionados por San Clemente de Alejandría. En su Stromateis, escribe sobre "según mi opinión, los grados aquí en la Iglesia, de obispos, presbíteros, diáconos, son imitaciones de la gloria angélica, y de aquella economía que, dicen las Escrituras, espera a los que, siguiendo las huellas de los apóstoles, han vivido en la perfección de la justicia según el Evangelio".

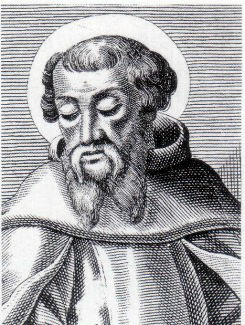
Irenaeus compiló una lista de la sucesión papal, incluyendo los sucesores inmediatos de Pedro y Pablo

## El papel de Roma como árbitro
Este pasaje de Ireneo (de Contra las herejías (3:4:1) ilumina el significado de sus observaciones sobre la Iglesia de Roma:

si hay disputas en una iglesia local, esa iglesia debe recurrir a la Iglesia romana, porque allí está contenida la Tradición que es preservada por todas las iglesias. La vocación de Roma [en el período preniceno] consistía en desempeñar el papel de árbitro, resolviendo las cuestiones contenciosas mediante el testimonio de la verdad o la falsedad de cualquier doctrina que se les presentara. Roma era realmente el centro donde todos convergían si querían que su doctrina fuera aceptada por la conciencia de la Iglesia. No podían contar con el éxito sino con una condición, que la Iglesia de Roma hubiera recibido su doctrina. Y el rechazo de Roma predeterminaba la actitud que adoptarían las demás iglesias. Hay numerosos casos de este recurso a Roma...
Padre Nicholas AfanassieffEl Primado de Pedro (c. 1992)

### Esteban I
Tras las consecuencias de la persecución de Decio, hubo desacuerdos sobre cómo tratar a los que habían desertado; si podían ser readmitidos en la comunidad cristiana y bajo qué condiciones. A instancias de Faustino de Lyon y otros obispos de la Galia, Cipriano de Cartago escribió al Papa Esteban I (254-257) pidiéndole que diera instrucciones a los obispos de la Galia para que condenaran a Marciano de Arlés (que se negaba a admitir a los arrepentidos) y que eligieran a otro obispo en su lugar. En el año 250, San Cipriano y san Firmiliano escribieron sobre el obispo de Roma como sucesor de Pedro, y este último menciona cómo el obispo de Roma decretaba la política para otras regiones basándose en esta sucesión.

### Dámaso I
En el año 376, Jerónimo vivía como asceta en el desierto de Calcis, al suroeste de Antioquía. El Papa Dámaso I le había pedido que hiciera una nueva traducción de las escrituras. En ese momento había reclamantes rivales para la sede de Antioquía, y Jerónimo escribió al papa Dámaso I para preguntar quién era el verdadero obispo de los tres reclamantes de la sede de Antioquía, y para que se aclarara una cuestión doctrinal:

Aunque vuestra grandeza me aterra, vuestra bondad me atrae. Del sacerdote exijo la custodia de la víctima, del pastor la protección debida a las ovejas. ...Mis palabras se dirigen al sucesor del pescador, al discípulo de la cruz. Como no sigo a ningún líder más que a Cristo, así no me comunico con nadie más que con tu bendición, es decir, con la cátedra de Pedro. Pues ésta, lo sé, es la roca sobre la que se construye la iglesia. Esta es la casa donde sólo el cordero pascual puede ser comido correctamente. Esta es el arca de Noé, y el que no se encuentre en ella perecerá cuando el diluvio prevalezca. Pero como, a causa de mis pecados, me he trasladado a este desierto que se encuentra entre Siria y el desierto incivilizado, no puedo, debido a la gran distancia que nos separa, pedir siempre a tu santidad lo sagrado del Señor. ...El que no se reúne con vosotros se dispersa; el que no es de Cristo es del Anticristo.

En el año 382 Jerónimo acompañó a uno de los demandantes, Paulino de Antioquía, a Roma, donde el Papa Dámaso I (366-384) había convocado un concilio para determinar una lista canónica de las escrituras. (Jerónimo sirvió entonces como secretario confidencial del Papa durante los tres años siguientes antes de dirigirse a Belén.)[cita requerida]

## Después del Edicto de Milán

### Decretos
Los obispos de Roma enviaron cartas que, aunque en gran parte sin efecto, proporcionaron precedentes históricos que fueron utilizados por los posteriores partidarios de la primacía papal. Estas cartas fueron conocidas como 'decretals' desde al menos la época del papa Siricio (384-399) hasta León I. Proporcionaban directrices generales a seguir que más tarde se incorporarían al derecho canónico. Así, fue "este intento de implantar la autoridad del obispo de Roma, o al menos la pretensión de autoridad, a tierras fuera de Italia, lo que nos permite utilizar la palabra 'papa' para los obispos a partir de Dámaso (366-384) o Siricio"."decretal, May 2019. El papa Siricio declaró que ningún obispo podía tomar posesión de su cargo sin su conocimiento. No fue hasta el papa Símaco que un obispo de Roma se atrevió a otorgar un palio (prenda de lana que lleva un obispo) a alguien fuera de Italia.[cita requerida]

### San Optato
San Optato creía claramente en una "Cátedra de Pedro", calificándola de don de la Iglesia y diciendo, según resume Henry Wace, que "Parmenio debe ser consciente de que la cátedra episcopal fue conferida desde el principio a Pedro, el principal de los apóstoles, para que se conservara la unidad entre los demás y ningún apóstol se erigiera en rival"." "No podéis negar que sabéis que en la ciudad de Roma la cátedra episcopal fue dada primero a Pedro, la cátedra en la que se sentó Pedro, el mismo que fue cabeza—por eso se le llama también Cefas—de todos los Apóstoles; la única cátedra en la que se mantiene la unidad de todos. Tampoco los demás Apóstoles proceden individualmente por su cuenta; y cualquiera que quisiera establecer otra cátedra en oposición a esa única cátedra sería, por ese mismo hecho, un cismático y un pecador"."

### El obispo de Roma se convierte en rector de toda la Iglesia
El poder del obispo de Roma aumentó a medida que el poder imperial del emperador disminuía. Los edictos del emperador Teodosio II y de Valentiniano III proclamaron al obispo romano "como rector de toda la Iglesia"[cita requerida]. El emperador Justiniano, que vivía en Oriente, en Constantinopla, publicó en el siglo VI un decreto similar. Estas proclamaciones no crearon el cargo de papa, pero a partir del siglo VI el poder y el prestigio del obispo de Roma aumentaron de forma tan espectacular que el título de "papa" (Gk: pappas, "padre") empezó a encajar mejor con el obispo de Roma.

### Primer Concilio de Constantinopla

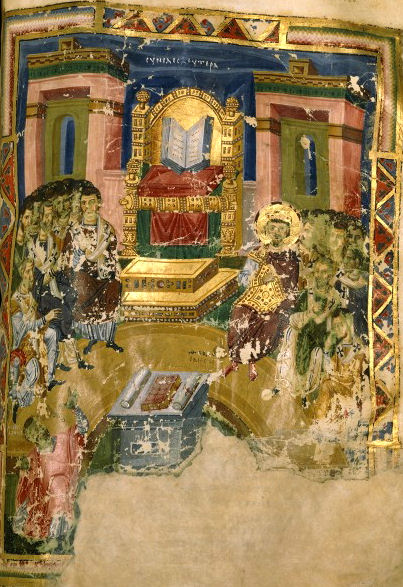
Antigua ilustración manuscrita del Concilio de Constantinopla

El acontecimiento que a menudo se considera como el primer conflicto entre Roma y Constantinopla fue desencadenado por la elevación de la sede de Constantinopla a una posición de honor sólo superada por Roma, con el argumento de que como capital del imperio romano de Oriente era ahora la "Nueva Roma". Esto fue promulgado en el Primer Concilio de Constantinopla (381) canon 3 que decretó: "El obispo de Constantinopla, sin embargo, tendrá la prerrogativa de honor después del obispo de Roma porque Constantinopla es la Nueva Roma". En el Concilio de Roma, un sínodo celebrado al año siguiente, 382, el papa Dámaso I protestó contra esta elevación del obispo de la nueva capital imperial, de apenas cincuenta años, a un estatus superior al de los obispos de Alejandría y Antioquía. En oposición a este punto de vista, Francisco Dvornik afirma que no sólo Dámaso no ofreció "ninguna protesta contra la elevación de Constantinopla", sino que el cambio en la primacía de las sedes principales se efectuó en una "atmósfera totalmente amistosa". Según Dvornik, "todo el mundo siguió considerando al obispo de Roma como el primer obispo del Imperio, y la cabeza de la Iglesia"  Thomas Shahan dice que, según Focio, el papa Dámaso aprobó el concilio de Constantinopla, pero añade que, si alguna parte del concilio fue aprobada por este papa, podría haber sido sólo su revisión del Credo Niceno, como fue también el caso cuando Gregorio Magno lo reconoció como uno de los cuatro concilios generales, pero sólo en sus pronunciamientos dogmáticos.
El primer uso documentado de la descripción de San Pedro como primer obispo de Roma, en lugar de como el apóstol que comisionó a su primer obispo, data del año 354, y la frase "la sede apostólica", que se refiere al mismo apóstol, comenzó a utilizarse exclusivamente de la sede de Roma, un uso que se encuentra también en las Actas del Concilio de Calcedonia. Desde la época del Papa Dámaso I, el texto de RSVCE ("Tú eres Pedro y sobre esta piedra edificaré mi iglesia") se utiliza para apoyar la primacía romana.[cita requerida]
El papa Inocencio I (401-417) afirmó que todos los casos importantes debían reservarse a la sede de Roma y escribió: "Todos deben conservar lo que Pedro, el príncipe de los apóstoles, entregó a la iglesia de Roma y que ésta ha custodiado hasta ahora, y no puede añadirse ni introducirse nada que carezca de esta autoridad o que derive su modelo de algún otro lugar". El Papa Bonifacio I (418-422) afirmó que la Iglesia de Roma era para las iglesias de todo el mundo "como la cabeza para los miembros", una declaración que fue repetida por los delegados del Papa León I en el Concilio de Calcedonia en 451. 

### Relación con los obispos de otras ciudades
La creciente implicación de los emperadores orientales en los asuntos eclesiásticos y el avance de la sede de Constantinopla sobre las sedes de Antioquía, Alejandría y Jerusalén llevaron a los sucesivos obispos de Roma a intentar una definición más nítida de su posición de eclesial frente a los demás obispos.
Roma no era la única ciudad que podía reclamar un papel especial en la Iglesia de Cristo. Jerusalén tenía el prestigio de ser la ciudad de la muerte y resurrección de Cristo, la ubicación de la primera iglesia y un importante concilio eclesiástico del siglo I. Antioquía fue el lugar donde los seguidores de Jesús fueron llamados por primera vez "cristianos" {7} (además de "católicos") y, con Alejandría, fue un importante centro temprano del pensamiento cristiano. Es importante señalar, sin embargo, que las tres principales sedes apostólicas de la Iglesia primitiva (es decir, Antioquía, Alejandría y Roma)[cita requerida] reivindicaron un origen relacionado con Pedro, de ahí el término sedes petrinas. Antes de ocupar el cargo de obispo de Roma, Pedro fue obispo de Antioquía. Y su discípulo, San Marcos Evangelista, fundó la iglesia de Alejandría. Constantinopla adquirió gran importancia después de que Constantino trasladara allí su capital en el año 330 d. C. [cita requerida]
No fue hasta el año 440 que el Leo el Grande articuló más claramente la extensión de la autoridad papal como doctrina, promulgando en edictos y en concilios su derecho a ejercer "toda la gama de poderes apostólicos que Jesús había otorgado primero al apóstol Pedro". Fue en el Concilio Ecuménico de Calcedonia del año 451 cuando León I (a través de sus emisarios) declaró que "hablaba con la voz de Pedro". En este mismo Concilio, se hizo un intento de compromiso cuando se le dio al obispo de Constantinopla una primacía de honor sólo superada por la del obispo de Roma, porque "Constantinopla es la Nueva Roma". Irónicamente, las autoridades papales romanas rechazaron este lenguaje ya que no reconocía claramente la pretensión de Roma de tener autoridad jurídica sobre las demás iglesias.

### León I
De acuerdo con la norma del derecho romano de que los derechos y deberes legales de una persona pasaban a su heredero, el papa León (440-461) enseñó que él, como representante de Pedro, sucedía en el poder y la autoridad de éste, y dio a entender que era a través de Pedro que los demás apóstoles recibían de Cristo fuerza y estabilidad. El Papa Gelasio I (492-496) declaró: "La sede del bienaventurado Pedro Apóstol tiene derecho a desatar lo que ha sido atado por sentencias de cualquier pontífice, ya que tiene derecho a juzgar a toda la Iglesia. Tampoco es lícito que nadie juzgue su sentencia, ya que los cánones han dispuesto que se pueda apelar a ella desde cualquier parte del mundo, pero que a nadie se le permita apelar de ella".
La doctrina de la Iglesia católica sobre la sedes apostolica (sede apostólica) establece que todo obispo de Roma, como sucesor de Pedro, posee la plena autoridad otorgada a este cargo, por lo que este poder es inviolable sobre la base de que fue establecido por Dios mismo y no está vinculado a ningún individuo. León I (440-461), con la ayuda del derecho romano, solidificó esta doctrina haciendo del obispo de Roma el heredero legal de Pedro. Según León, el apóstol Pedro siguió hablando a la comunidad cristiana a través de sus sucesores como obispo de Roma.[cita requerida]

## Decreto del emperador romano

### Decreto de Focas
Cuando  Focas subió al trono del Imperio Bizantino en el año 602, el Diócesis de Roma, Gregorio Magno, elogió a Focas como "restaurador de la libertad" y se refirió a él como un señor piadoso y clemente. Mientras tanto, el obispo Gregorio murió en el 604, y también su sucesor, el papa Sabiniano, en el 606. Después de casi un año de vacante, el emperador Focas nombró al Papa Bonfacio III como nuevo obispo de Roma en el 19 de febrero de 607 DC. Entonces, el emperador Focas escribe mediante un decreto imperial del gobierno romano, proclama a Bonifacio III como "Jefe de todas las Iglesias" y "Obispo Universal". Focas transfiere el título de "Obispo Universal" de la  Diócesis de Constantinopla a la Diócesis de Roma. Bonifacio buscó y obtuvo un decreto de Focas en el que se reafirmaba que "la Sede del Beato Pedro Apóstol debía ser la cabeza de todas las Iglesias" y aseguraba que el título de "Obispo Universal" pertenecía exclusivamente al Obispo de Roma. Este acto puso fin al intento del Patriarca Ciríaco de Constantinopla de erigirse en "obispo universal".

## Cisma Oriente-Occidente
La disputa sobre la autoridad de los obispos romanos alcanzó un punto álgido en el año 1054, cuando Miguel I Cerulario trató de reforzar su posición como patriarca de Constantinopla, pareciendo erigirse en rival del papa León IX, ya que los papas habían prohibido anteriormente llamar patriarcado a Constantinopla. La disputa terminó cuando el legado del papa excomulgó a Miguel I Cerulario y, a cambio, éste excomulgó al papa, que para entonces ya había muerto, debido a una enfermedad. Este acontecimiento dio lugar a la separación de las Iglesias.
Entre los factores que fomentaron la división este-oeste se encuentran la adopción por parte de Occidente del filioque con la aceptación unilateral de la Iglesia católica romana sin la aprobación de un concilio ecuménico, y la utilización por parte del papa de un documento falsificado, la llamada Donación de Constantino, para apoyar su autoridad frente a la Iglesia de Oriente.[cita requerida]

## Segundo Concilio de Lyon
El Segundo Concilio de Lyon fue convocado para dar curso a una promesa del emperador bizantino Miguel VIII Palaiologos de reunir a la iglesia oriental con la occidental. Deseando poner fin al Gran Cisma que dividía a Roma y Constantinopla, Gregorio X había enviado una embajada a Miguel VIII Paleólogo, que había reconquistado Constantinopla. Miguel VIII había puesto fin a los restos del Imperio Latino en Oriente y había pedido a los déspotas latinos de Oriente que frenaran sus ambiciones.
El 29 de junio (fiesta de Pedro y Pablo, fiesta patronal de los papas), Gregorio X celebró una Misa en la iglesia de San Juan, en la que participaron ambas partes. El concilio declaró que la iglesia romana poseía "la suprema y plena primacía y autoridad sobre la iglesia católica universal".
El concilio fue aparentemente un éxito, pero no proporcionó una solución duradera al cisma; el emperador estaba ansioso por sanar el cisma, pero el clero oriental se mostró obstinado. El Patriarca José de Constantinopla abdicó y fue sustituido por el Juan Bekkos, un converso a la causa de la unión. A pesar de la sostenida campaña de Bekkos para defender la unión intelectualmente, y de la vigorosa y brutal represión de los opositores por parte de Miguel VIII, la gran mayoría de los cristianos bizantinos permaneció implacablemente opuesta a la unión con los "herejes" latinos. La muerte de Miguel en diciembre de 1282 puso fin a la unión de Lyon. Su hijo y sucesor Andrónico II repudió la unión y Bekkos se vio obligado a abdicar, siendo finalmente exiliado y encarcelado hasta su muerte en 1297. Hasta el día de hoy es vilipendiado por muchos en la Iglesia Oriental como un traidor a la Ortodoxia.

## Reforma
La primacía del romano pontífice fue nuevamente desafiada en 1517 cuando Martín Lutero comenzó a predicar contra varias prácticas de la Iglesia Católica, incluyendo los abusos relacionados con las indulgencias. Cuando el Papa León X se negó a apoyar la posición de Lutero, éste propuso una "iglesia invisible" (es decir, un grupo que incluía a los cristianos que no pertenecían de manera visible a la Iglesia Católica Romana) y finalmente llamó al papa el Anticristo. El rechazo de Lutero a la primacía del pontífice romano condujo al inicio de la Reforma protestante, durante la cual numerosas personas en Europa se separaron de la Iglesia católica romana y formaron otras denominaciones cristianas.[cita requerida]
La Iglesia Católica en Inglaterra, por ley del Parlamento, también se separó legalmente de la Iglesia Católica Romana en esta época, por razones políticas y matrimoniales y apelando a principios teológicos. El cristianismo había estado en Inglaterra desde la ocupación militar romana, siendo anterior a las reivindicaciones de primacía del obispo de Roma que siglos más tarde habían llegado a ser aceptadas en Inglaterra. El rey Enrique VIII y sus parlamentos rechazaron tout court la primacía jurídica del obispo de Roma y sus sucesores papales en favor de una supremacía real, que alcanzó su definitivo refinamiento durante el reinado de su hija Isabel I.[cita requerida]

## Concilio Vaticano I
La doctrina de la primacía papal fue desarrollada en 1870 en el Concilio Vaticano I, donde el ultramontanismo logró la victoria sobre el conciliarismo con el pronunciamiento de la infalibilidad papal (la capacidad del papa de definir dogmas libres de error ex cathedra) y de la supremacía papal, es decir, la jurisdicción ordinaria suprema, plena, inmediata y universal del papa.
El cuerpo más sustancial de doctrina definida sobre el tema se encuentra en Pastor Aeternus, la Constitución Dogmática sobre la Iglesia de Cristo del Concilio Vaticano I. Este documento declara que "en la disposición de Dios la iglesia romana tiene la preeminencia de la potestad ordinaria sobre todas las demás iglesias". Este concilio también afirmó el dogma de la infalibilidad papal, decidiendo que la "infalibilidad" de la comunidad cristiana se extendía al propio papa, cuando apela a su máxima autoridad para definir cuestiones de fe.
El Vaticano I definió una doble primacía de Pedro: una en la enseñanza papal sobre la fe y la moral (el carisma de la infalibilidad), y la otra una primacía de jurisdicción que implicaba el gobierno y la disciplina de la Iglesia; la sumisión a ambas era necesaria para la fe católica.
El Vaticano I rechazó las ideas de que los decretos papales no tienen "ninguna fuerza o valor a menos que sean confirmados por una orden del poder secular" y que las decisiones del papa pueden ser apeladas a un concilio ecuménico "como a una autoridad superior al Romano Pontífice."
Paul Collins sostiene que "(la doctrina de la primacía papal tal como fue formulada por el Concilio Vaticano I) ha conducido al ejercicio de un poder papal sin trabas y se ha convertido en un importante escollo en las relaciones ecuménicas con los ortodoxos (que consideran la definición como una herejía) y los protestantes. "
Obligado a separarse prematuramente por los acontecimientos políticos seculares de 1870, el Vaticano I dejó tras de sí una eclesiología algo desequilibrada. "En la teología, la cuestión de la primacía papal estaba tan en primer plano que la Iglesia aparecía esencialmente como una institución dirigida centralmente que se defendía a ultranza, pero que sólo se encontraba externamente," Se suspendió abruptamente, sin tiempo para considerar asuntos como la relación de los obispos y los fieles con la promesa de Jesús de que "las puertas del hades no prevalecerán contra ella [la iglesia]" (Mt 16,18).

## Concilio Vaticano II
En el Concilio Vaticano II (1962-1965) resurgió el debate sobre la primacía y la autoridad papal, y en la Constitución Dogmática sobre la Iglesia (Lumen gentium) se profundizó en la enseñanza de la Iglesia católica romana sobre la autoridad del papa, los obispos y los concilios. El Vaticano II trató de corregir la desequilibrada eclesiología dejada por el Vaticano I.
El Vaticano II reafirmó todo lo que el Vaticano I enseñó sobre la primacía papal y la infalibilidad, pero añadió puntos importantes sobre los obispos. Los obispos, dice, no son "vicarios del Romano Pontífice". Más bien, al gobernar sus iglesias locales son "vicarios y legados de Cristo". Juntos forman un cuerpo, un "colegio", cuya cabeza es el Papa. Este colegio episcopal es responsable del bienestar de la Iglesia universal. He aquí, en pocas palabras, los elementos básicos de la muy discutida eclesiología communio del Concilio, que afirma la importancia de las iglesias locales y la doctrina de la colegialidad.
En un pasaje clave sobre la colegialidad, el Vaticano II enseña: "El orden de los obispos es el sucesor del colegio de los apóstoles en su función de maestros y pastores, y en él se perpetúa el colegio apostólico. Junto con su cabeza, el Sumo Pontífice, y nunca separados de él, tienen la suprema y plena autoridad sobre la Iglesia Universal; pero esta potestad no puede ser ejercida sin el acuerdo del Romano Pontífice". Gran parte del presente debate sobre la primacía papal se ocupa de explorar las implicaciones de este pasaje.
El capítulo 3 de la constitución dogmática sobre la Iglesia del Concilio Vaticano I (Pastor aeternus) es el principal documento del magisterio sobre el contenido y la naturaleza de la potestad primigenia del romano pontífice. El capítulo 4 es un desarrollo y definición de una característica particular de esta potestad primigenia, a saber, la suprema autoridad docente del papa, es decir, cuando el papa habla ex cathedra a enseña la doctrina de la fe infaliblemente. Hay acuerdo general en que el Papa sólo ha ejercido dos veces su autoridad para proclamar un dogma al margen de un concilio ecuménico, en el caso de la Inmaculada Concepción (1854) y de la Asunción de María (1950). Los papas Pío IX y Pío XII consultaron a los obispos de todo el mundo antes de pronunciar que estas creencias eran infalibles para los católicos.